# Dogma
Dogma – amerykański film fabularny (połączenie komedii o tematach religijnych z filmem fantastycznym) z 1999 w reżyserii Kevina Smitha.
Dogma jest czwartym filmem z serii filmów o New Jersey, które napisał reżyser i scenarzysta Kevin Smith. W każdym z nich bierze udział para bohaterów Jay i Cichy Bob (Silent Bob). Po raz pierwszy pojawili się w filmie Clerks – Sprzedawcy. Poprzez podejmowaną tematykę i humorystyczny sposób jej przedstawienia, w połączeniu z wulgaryzmami używanymi przez bohaterów, film Dogma wzbudził kontrowersje wśród konserwatywnej widowni katolickiej. Znalazł się m.in. w pierwszej dziesiątce „Najbardziej antykatolickich filmów wszech czasów” (na pozycji 6.), według rankingu opublikowanego przez amerykańskie pismo katolickie „Faith & Family”.

## Fabuła
Dwaj aniołowie Loki i Bartleby przed tysiącami lat popadli w niełaskę Boga i zostali za karę zesłani z Nieba do Wisconsin, skąd chcieliby dostać się z powrotem do domu. Dowiadują się, że pewien kardynał z New Jersey, z okazji wprowadzania w życie kampanii promocyjnej „Katolicyzm, wow!” i otwarcia nowego kościoła w New Jersey, obiecał wszystkim ludziom, którzy wejdą do nowej świątyni, odpuszczenie grzechów i zbawienie. Loki i Bartleby planują stać się śmiertelnymi ludźmi przez pozbawienie się skrzydeł i wejście do kościoła, po czym po śmierci trafić do Nieba. Plan ten w razie jego powodzenia dowiódłby jednak, że mogą oni postąpić wbrew woli boskiej i Bóg nie jest nieomylny, a w konsekwencji doprowadziłby do zniszczenia całego istniejącego świata. W związku z tym anioł Metatron ukazuje się Bethany, katoliczce prowadzącej klinikę aborcyjną (ostatniej żyjącej krewnej Jezusa) i nakazuje jej przeprowadzenie „krucjaty”, mającej na celu powstrzymanie pary aniołów od przekroczenia progu świątyni. W zadaniu tym pomaga jej dwóch proroków, którymi okazują się być Jay i Cichy Bob. Na pomoc zjawia się również trzynasty apostoł, Rufus - według jego słów, pominięty w Ewangeliach, z uwagi na czarny kolor skóry. Pomocą służy jej też Serendipity (Muza). Plany uczestników krucjaty stara się jednak pokrzyżować demon Azrael, chcący przy pomocy Lokiego i Bartleby'ego zrealizować własny cel zniszczenia świata.

## Protesty
Film wzbudził krytykę środowisk katolickich. Przeciwko jego rozpowszechnianiu odbywały się demonstracje, m.in. w Poznaniu i Łodzi.

## Obsada
- Alan Rickman: Metatron
- Linda Fiorentino: Bethany
- Matt Damon: Loki
- Ben Affleck: Bartleby
- Salma Hayek: Serendipity
- Chris Rock: Rufus
- Jason Lee: Azrael
- Jason Mewes: Jay
- Kevin Smith: Cichy Bob
- Alanis Morissette: Bóg
- Bud Cort: John Doe Jersey
- George Carlin: Kardynał Ignatius Glick
- Brian O’Halloran(inne języki): Brent Hicks
- Janeane Garofalo: Liz
- Walter Flanagan(inne języki): Protestant #2/Walt Grover, fan
- Scott Mosier(inne języki): Marynarz
- Dwight Ewell: Kane, szef bandycki